# Charles Goyon de Matignon (1564-1648)
Pour les autres membres de la famille, voir Famille de Goüyon.
Charles Goyon de Matignon, né en 1564 à Torigni-sur-Vire et mort le 2 juin 1648, sire de Matignon et de Lesparre, comte de Thorigny, de Gacé et de Selles, marquis de Lonray, baron de la Marque, de Moyon, de Saint-Lô, et de la Roche-Tesson (commune actuelle de La Colombe), Conseiller du roi en ses Conseils, et chevalier de ses Ordres, gouverneur de Granville, Cherbourg et de Saint-Lô, et lieutenant général de la province de Normandie, était un militaire et un homme politique français des XVIe et XVIIe siècles.

## Biographie
Troisième fils de Jacques II Goyon de Matignon, Charles de Matignon fut capitaine de cent hommes d'armes des ordonnances du roi en 1579.
Gouverneur de Granville en 1596, et chevalier des Ordres du roi en 1599, il obtint droit d'entrée et séance au Parlement de Normandie l'an 1609. Il fut nommé pour assister aux États de Paris de 1614 et pour tenir ceux de Rouen en 1616, 1623 et 1624.
Le roi, en considération de ses services, lui accorda un brevet de maréchal de France le 8 mars 1622, qui n'eut point d'effet. Goyon meurt le 2 juin 1648.

## Union et descendance
Il avait épousé à Rouen, dès l'année 1596, la princesse Eléonore d'Orléans (1573-1639), dame de Gacé, fille de Léonor, duc de Longueville, et de Marie de Bourbon (1533-1601), née au château de La Fère dans l'Aisne, duchesse d'Estouteville, comtesse de Saint-Pol, fille unique et héritière d'Adrienne d'Estouteville et de François de Bourbon, comte de Saint-Pol, cousine germaine d'Antoine, roi de Navarre, père de Henri IV.
Ensemble, ils eurent :
1. Henri (15 février 1598 - 1610), filleul de Henri IV ;
2. Jacques (1599 - 25 mars 1626), tué en duel par François, comte de Montmorency-Boutteville), comte de Thorigny. Élevé en enfant d'honneur du roi Louis XIII, capitaine de cent hommes d'armes, lieutenant général du gouvernement de Normandie (1612), gouverneur de Cherbourg et de Granville. Il servit en 1622 avec un régiment d'infanterie contre les Religionnaires, fut blessé à Blaye d'un coup de mousquet, et prit Agen en 1625. Il exerça par commission la charge de mestre de camp de la cavalerie légère dans l'armée d'Italie. Il épousa Henriette de La Guiche, sans laisser de postérité ;
3. Françoise (8 mars 1600 - après 1620), religieuse à Vendôme ;
4. Catherine-Gillonne (1er mai 1601 - mars 1662), mariée à François de Silly, duc de La Roche-Guyon, grand louvetier de France ;
5. Catherine (21 mai 1602 - mai 1602) ;
6. Léonor Ier (31 mai 1604 à Saint-Lô - 14 février 1680 à Paris), abbé de Lassay et de Thorigny, évêque de Coutances (1627), puis évêque-comte de Lisieux (1646), commandeur des Ordres du Roi ;
7. François (17 mars 1607 à Saint-Lô - 19 janvier 1675 à Torigni-sur-Vire), sire de Matignon et de la Roche-Goïon, comte de Thorigny, de Gacé et de Montmartin, marquis de Lonray, baron de la ville de Saint-Lô et de Moyon, seigneur de Hambye, chevalier des Ordres du Roi, gouverneur des villes et châteaux de Cherbourg, Granville, Saint-Lô, lieutenant-général des armées du roi, marié, le 13 octobre 1631, avec Anne Malon de Bercy (v. 1610-1688), dont postérité Matignon Grimaldi de Monaco, Colbert de Seignelay, Montmorency, Penfentenyo de Kervereguin, Goüyon Matignon ;
8. Eléonore (1609-1609).

## Armoiries
|  | Figure | Nom du prince et blasonnement              |
|  |        | D'argent au lion de gueules couronné d'or. |

### Source et bibliographie
- Louis Moréri, Le grand dictionnaire historique : ou le mélange curieux de l'histoire sacrée et profane qui contient en abrégé l'histoire fabuleuse des Dieux et des Héros de l'Antiquité Payenne, les vies et les actions remarquables des Patriarches…, l'établissement et le progrès des Ordres Religieux et Militaires et la vie de leurs Fondateurs, les généalogies…, la description des Empires Royaumes…, l'histoire des conciles généraux et particuliers sous le nom des lieux où ils ont été tenus…, vol. 5, Chez Jean Brandmuller, février 173 (lire en ligne).